# Valerio Fiori
Valerio Fiori (Rome, 27 april 1969) is een voormalig Italiaans profvoetballer. Hij is doelman geweest bij diverse Italiaanse clubs en zijn laatste club was AC Milan.
Fiori begon in 1985 zijn carrière bij de Serie C2-club Lodigiani, die hij na een jaar inruilde voor de Serie B-club Lazio Roma, die twee jaar later, in het seizoen 1988/89, promoveerde naar de hoogste Italiaanse divisie, de serie A. Hij speelde tot 1993 bij Lazio, waarna hij drie jaar bij Cagliari keepte, tevens in de serie A.
Daarna speelde hij een jaar weer in de serie B bij Cesena en een jaar bij AC Fiorentina en Piacenza Calcio. In 1999/2000 verhuisde hij naar AC Milan, waar hij vierde doelman was na Dida, Željko Kalac en Marco Storari.
Fiori speelde in de periode 1989-1990 vier wedstrijden voor het Italiaans voetbalelftal onder 21.